# 동구 을 (2004년 대구 선거구)
동구 을은 대한민국의 폐지된 국회의원 선거구이다. 당시 대구광역시 동구의 일부 지역을 관할했다.

## 역사
대한민국 제17대 국회의원 선거를 앞두고 신설되었다. 신설 당시 평광동, 불로봉무동, 지저동, 동촌동, 방촌동, 해안동, 안심동, 공산동이 동구 을 선거구 관할이 되었으며 나머지 지역은 동구 갑이 되었다.
제20대 국회의원 선거를 앞두고 지저동과 동촌동을 동구 갑 선거구로 넘겼다.
2023년 7월, 경상북도 군위군이 대구광역시에 편입되었다. 제22대 국회의원 선거를 앞두고 동구 지역은 군위군과 함께 선거구를 이루게 되었다. 이에 동구 을 선거구를 구성하는 지역이 신설되는 동구·군위군 을 선거구를 이루게 됨에 따라 폐지되었다.

## 관할 구역
| 대수      | 관할 구역                                                                                     |
| --------- | --------------------------------------------------------------------------------------------- |
| 17대~19대 | 동구 도평동, 불로·봉무동, 지저동, 동촌동, 방촌동, 해안동, 안심1동, 안심2동, 안심3·4동, 공산동 |
| 20대~21대 | 동구 도평동, 불로·봉무동, 방촌동, 해안동, 안심1동, 안심2동, 안심3·4동, 공산동                 |

## 역대 국회의원
| 선거   | 정당 | 정당       | 의원   |
| ------ | ---- | ---------- | ------ |
| 2004년 |      | 한나라당   | 박창달 |
| 2005년 |      | 한나라당   | 유승민 |
| 2008년 |      | 한나라당   | 유승민 |
| 2012년 |      | 새누리당   | 유승민 |
| 2016년 |      | 무소속     | 유승민 |
| 2020년 |      | 미래통합당 | 강대식 |

## 역대 선거 결과

### 대한민국 제17대 국회의원 선거
|  | 55.09% |

|  | 21.27% |

|  | 20.95% |

|  | 1.07% |

|  | 0.82% |

|  | 0.77% |

### 2005년 대한민국 재보궐선거
|  | 52.0% |

|  | 44.1% |

|  | 2.0% |

|  | 1.6% |

|  | 0.5% |

### 대한민국 제18대 국회의원 선거
|  | 84.43% |

|  | 11.94% |

|  | 3.62% |

### 대한민국 제19대 국회의원 선거
|  | 67.40% |

|  | 17.24% |

|  | 10.69% |

|  | 2.39% |

|  | 1.70% |

|  | 0.55% |

### 대한민국 제20대 국회의원 선거
|  | 75.74% |

|  | 24.25% |

### 대한민국 제21대 국회의원 선거
|  | 60.33% |

|  | 30.54% |

|  | 4.50% |

|  | 2.37% |

|  | 0.98% |

|  | 0.69% |

|  | 0.55% |